# Drepanosticta aurita
Drepanosticta aurita är en trollsländeart som beskrevs av Van Tol 2005. Drepanosticta aurita ingår i släktet Drepanosticta och familjen Platystictidae. Inga underarter finns listade i Catalogue of Life.